# 간어

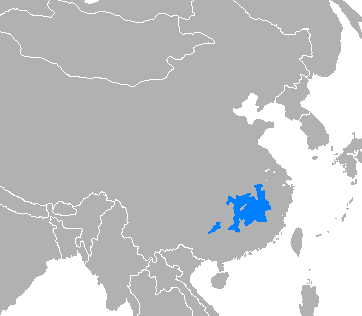
중국에서 간어를 사용하는 곳

감어(중국어 간체자: 赣语, 정체자: 贛語, 병음: Gànyǔ 간어[*], 간어: Gon ua 또는 Gön-gnŷ, IPA: [kon ȵi])는 중국어 방언의 하나다. 중국 인구의 3%가 감어를 구사한다.

## 지리적 분포
감어는 장시성 서북쪽에서 많이 사용되며 안후이성, 저장성, 푸젠성, 후난성, 후베이성, 허베이성에서도 사용인구가 있다. 주로 감강(赣江) 유역의 중류, 하류에 화자가 많이 분포한다.

## 음운

### 성모
창두 방언을 기준으로 기술한다. 로마자 표기는 백화자가 기준이다.
|        |        | 양순음     | 치음/치경음  | 치경구개음  | 연구개음   | 성문음    |
| ------ | ------ | ---------- | ------------ | ----------- | ---------- | --------- |
| 비음   | 비음   | m(/m/) 麻  |              | gn(/ɲ/) 魚  | ng(/ŋ/) 牙 |           |
| 파열음 | 무기음 | b(/p/) 巴  | d(/t/) 打    |             | g(/k/) 加  |           |
| 파열음 | 유기음 | p(/pʰ/) 怕 | t(/tʰ/) 讀   |             | k(/kʰ/) 卡 |           |
| 파찰음 | 무기음 |            | dz(/ts/) 渣  | j(/tɕ/) 脊  |            |           |
| 파찰음 | 유기음 |            | tz(/tsʰ/) 茶 | q(/tɕʰ/) 喫 |            |           |
| 마찰음 | 마찰음 | f (/ɸ/) 花 | s(/s/) 紗    | x(/ɕ/) 寫   |            | h(/h/) 蝦 |
| 설측음 | 설측음 |            | l(/l/) 啦    |             |            |           |

### 운모
백화자를 기준으로 설명한다.
- m, n, ng는 성절자음(m̩, n̩, ŋ̩)이 될 수 있다.
- 받침은 n, ng, k, t가 있고 p와 m은 일부 방언에서만 나타난다.

### 성조
일곱 개의 성조가 존재하나 입성(入聲)(-k, -t가 이에 해당)인 6,7성은 4,5성과 고저가 같아 사실상 다섯 개의 성조가 존재한다.

## 같이 보기
- 중국어